# Low Country Blues
Low Country Blues — студійний альбом американського блюз-рокового музиканта Грегга Оллмена, випущений 18 січня 2011 року лейблом Rounder Records. Записаний у 2011 році на студії Village Recorder в Лос-Анджелесі (Каліфорнія).
Альбом посів 1-е місце в чарті Top Blues Albums і 5-е місце в чарті Billboard 200 журналу «Billboard». У 2012 році альбом був номінований на премію «Греммі» у категорії «Найкращий блюзовий альбом».

## Список композицій
1. «Floating Bridge» (Джон Адам Естес) — 4:45
2. «Little by Little» (Мелвін Лондон) — 2:45
3. «Devil Got My Woman» (Негемая Джеймс) — 4:52
4. «I Can't Be Satisfied» (Мадді Вотерс) — 3:31
5. «Blind Man» (Дон Д. Робі, Джозеф Вейд Скотт) — 3:46
6. «Just Another Rider» (Грегг Оллман, Воррен Гейнс) — 5:39
7. «Please Accept My Love» (Б.Б. Кінг, Сем Лінг) — 3:07
8. «I Believe I'll Go Back Home» (народ., аранж. Грегг Оллман, Ті-Боун Бернетт) — 3:49
9. «Tears, Tears, Tears» (Еймос Мілберн) — 4:54
10. «My Love Is Your Love» (Семюел Мегетт) — 4:14
11. «Checking on My Baby» (Отіс Раш) — 4:06
12. «Rolling Stone» (народ., аранж. Грегг Оллман, Ті-Боун Бернетт, Мек Ребеннек) — 7:04

## Учасники запису
- Грегг Оллмен — вокал, акустична гітара, орган [B-3]
- Денніс Крауч — акустична бас-гітара
- Дойл Бремголл II — гітара
- Ті-Боун Бернетт — гітара (1, 4, 6, 7, 8, 11)
- Гедлі Гокенсміт — гітара (1)
- Мек Ребеннек — фортепіано
- Джей Беллроуз — ударні
- Колін Лінден — добро (3, 12)
- Лестер Ловітт, Деніел Форнеро — трубка (5)
- Джозеф Сублетт, Джим Томпсон — тенор-саксофон (5, 6, 7, 9, 11)
- Томас Петерсон — баритон-саксофон (5, 6, 7, 9, 11)
- Альфі Сілас-Дуріо, Джин Візерспун, Джудіт Гілл, Тата Вега — бек-вокал (10)

Технічний персонал
- Ті-Боун Бернетт — продюсер
- Кайл Форд, Ванесса Парр, Закарі Дейвс — інженери звукозапису
- Денні Клінч — фотографія
- Ларісса Коллінс — арт-дриректор, дизайн

## Хіт-паради
Альбоми
| Рік  | Чарт                | Позиція |
| ---- | ------------------- | ------- |
| 2012 | Top Blues Albums    | 1       |
| 2011 | Billboard 200       | 5       |
| 2011 | Top Blues Albums    | 1       |
| 2011 | Top Canadian Albums | 12      |
| 2011 | Top Digital Albums  | 17      |
| 2011 | Top Rock Albums     | 4       |

## Видання
| Країна | Дата | Лейбл   | Формат | Каталог      |
| ------ | ---- | ------- | ------ | ------------ |
| США    | 2011 | Rounder | CD     | 11661-2215-2 |